# Ayoub El Khaliqi
Ayoub El Khaliqi (arab. أيوب الخاليقي, ur. 12 grudnia 1986 w Rabacie) – marokański piłkarz, grający jako prawy obrońca. W latach 2012–2014 dziesięciokrotny reprezentant kraju.

## Klub

### Początki
Zaczynał karierę w FUS Rabat, gdzie grał w rezerwach do 2007 roku, a następnie w pierwszym zespole.

### Wydad Casablanca
11 stycznia 2011 roku przeniósł się do Wydadu Casablanca.
W sezonie 2011/2012 (pierwszym w bazie Transfermarkt) zagrał 8 meczów, miał gola i asystę.
W sezonie 2012/2013 zagrał jeden mecz.
Sezon 2013/2014 zakończył z 19 meczami i dwiema bramkami.

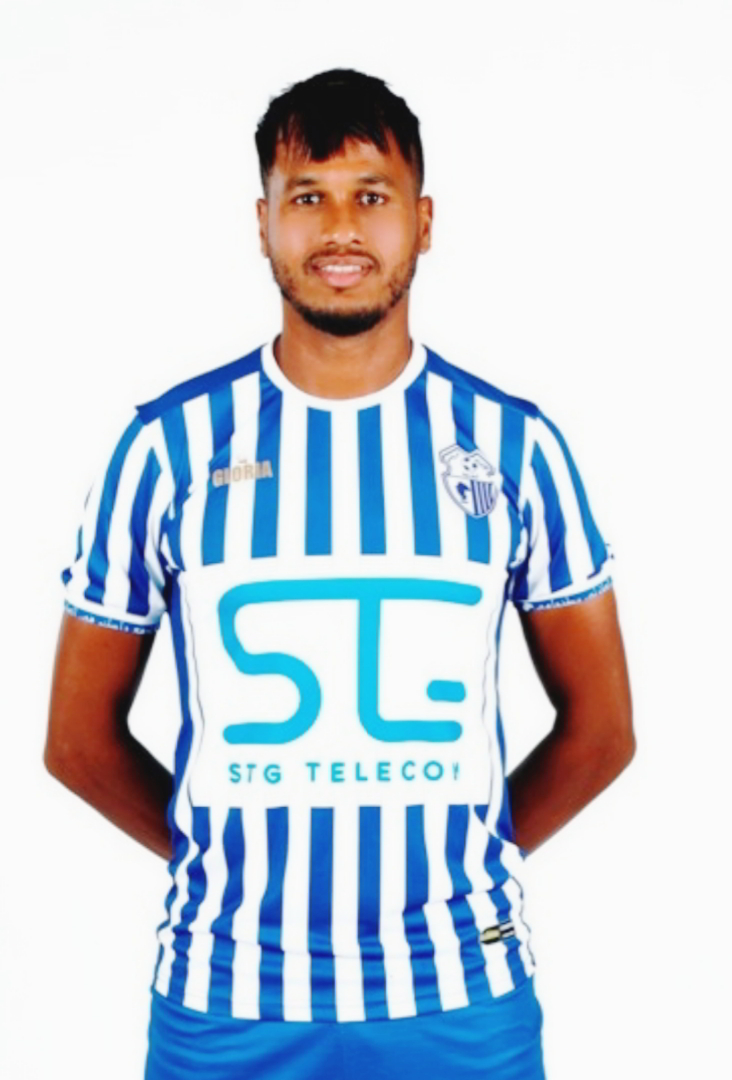
El Khaliqi jako piłkarz Ittihadu Tanger

### FAR Rabat
21 lipca 2014 roku przeniósł się do FAR Rabat. W tym zespole zadebiutował 24 sierpnia 2014 roku w meczu przeciwko Chabab Atlas Khénifra (0:0). Zagrał całe spotkanie. Łącznie zagrał 19 meczów.

### Ittihad Tanger
1 lipca 2016 roku został zawodnikiem Ittihadu Tanger. W tym zespole zadebiutował 27 sierpnia 2016 roku w meczu przeciwko Difaâ El Jadida (wygrana 4:1). W debiucie strzelił gola – do siatki trafił w 51. minucie. Łącznie zagrał 66 meczów i strzelił 3 gole. Zdobył mistrzostwo kraju w sezonie 2017/2018.
1 lipca 2019 roku zakończył karierę.

## Reprezentacja
El Khaliqi w reprezentacji zagrał 10 meczów, miał gola i asystę. Pierwszy mecz rozegrał 25 maja 2012 roku, a rywalem była reprezentacja Senegalu (porażka 0:1). El Khaliqi grał całą drugą połowę.